# Камениця (гміна Добжинь-над-Віслою)
Камениця (пол. Kamienica, нім. Doberstein) — село в Польщі, у гміні Добжинь-над-Віслою Ліпновського повіту Куявсько-Поморського воєводства.
Населення — 181 особа (2011).
У 1975-1998 роках село належало до Влоцлавського воєводства.

## Демографія
Демографічна структура станом на 31 березня 2011 року:
|          | Загалом | Допрацездатний вік | Працездатний вік | Постпрацездатний вік |
| -------- | ------- | ------------------ | ---------------- | -------------------- |
| Чоловіки | 90      | 18                 | 57               | 15                   |
| Жінки    | 91      | 15                 | 56               | 20                   |
| Разом    | 181     | 33                 | 113              | 35                   |